# A&M Records
A&M Records är ett amerikanskt skivbolag som ägs av Universal Music Group.

## Historia
A & M Records bildades år 1962 av Herb Alpert och Jerry Moss. Från början kallade de företaget för "Carnival Records" där de hann släppa två singlar innan de upptäckte att ett annat skivbolag redan använde namnet Carnival. Företaget bytte då namn till A & M, efter Alperts och Moss initialer. Från 1966 till 1999 låg bolagets huvudkontor i den historiska Charlie Chaplin Studios i Hollywood, Los Angeles.
Under 1960- och 1970-talen hade A & M artister som Herb Alpert & the Tijuana Brass, Baja Marimba Band, Carpenters och Paul Williams. Joan Baez, Phil Ochs och Gene Clark spelade också in med företaget under 1970-talet. Billy Preston anslöt sig till skivbolaget år 1971.
Under 80- och 90-talet var Janet Jackson skivbolagets storsäljande artist.